# 4-Veliko Tarnovo (circonscription électorale)
La circonscription électorale 4-Veliko Tarnovo correspond à l'oblast du même nom et envoie 8 députés à l'Assemblée nationale de Bulgarie.

## Résultats électoraux

### Élections législatives de 2022
| Partis                 | Partis                                             | Voix    | %     | Sièges | +/-           | Élus (% valide au vote préférentiel)                  |
| ---------------------- | -------------------------------------------------- | ------- | ----- | ------ | ------------- | ----------------------------------------------------- |
|                        | Coalition GERB-SDS                                 | 17 955  | 24,07 | 2      |               | Kostadin Angelov (60,58%) et Dimitar Nikolov (10,83%) |
|                        | Nous continuons le changement                      | 13 475  | 18,06 | 2      | en stagnation | Yordan Terziyski (79,50%) et Milen Mateev             |
|                        | BSP pour la Bulgarie                               | 9 714   | 13,02 | 1      | en stagnation | Yavor Bozhankov (62,13%)                              |
|                        | Renaissance                                        | 8 557   | 11,47 | 1      | en stagnation | Stanislav Stoyanov (82,60%)                           |
|                        | Mouvement des droits et des libertés               | 7 084   | 9,50  | 1      | en stagnation | Jordan Tzonev (66,39%)                                |
|                        | Bulgarie démocratique                              | 3 659   | 4,90  | 1      | 1             | Lyudmila Ilieva (70,40%)                              |
|                        | Il y a un tel peuple                               | 3 178   | 4,26  | 0      | 1             |                                                       |
|                        | Réveil bulgare                                     | 3 074   | 4,12  | 0      | Nv.           |                                                       |
|                        | VMRO - Mouvement national bulgare                  | 1 064   | 1,43  | 0      | en stagnation |                                                       |
|                        | Debout.BG ! Nous arrivons !                        | 808     | 1,08  | 0      | en stagnation |                                                       |
|                        | Bulgarie juste                                     | 375     | 0,50  | 0      | en stagnation |                                                       |
|                        | Mouvement des candidats indépendants               | 319     | 0,43  | 0      | en stagnation |                                                       |
|                        | Union nationale Attaque                            | 308     | 0,41  | 0      | en stagnation |                                                       |
|                        | Voix du peuple                                     | 237     | 0,32  | 0      | en stagnation |                                                       |
|                        | Russophiles pour le renouveau de la patrie         | 223     | 0,30  | 0      | en stagnation |                                                       |
|                        | Social-démocratie bulgare - EuroGauche             | 206     | 0,28  | 0      | en stagnation |                                                       |
|                        | Union bulgare pour la démocratie directe           | 185     | 0,25  | 0      | en stagnation |                                                       |
|                        | Morale, Initiative et Patriotisme                  | 152     | 0,20  | 0      | en stagnation |                                                       |
|                        | Mouvement national - Unité                         | 144     | 0,19  | 0      | Nv.           |                                                       |
|                        | Coalition pour toi Bulgarie                        | 140     | 0,19  | 0      | en stagnation |                                                       |
|                        | Démocratie directe                                 | 132     | 0,18  | 0      | en stagnation |                                                       |
|                        | Front national pour le salut de la Bulgarie        | 114     | 0,15  | 0      | en stagnation |                                                       |
|                        | Union conservatrice de la droite                   | 96      | 0,13  | 0      | en stagnation |                                                       |
|                        | Parti populaire - La Vérité et seulement la vérité | 93      | 0,12  | 0      | Nv.           |                                                       |
|                        | La Bulgarie du travail et de l'intelligence        | 81      | 0,11  | 0      | en stagnation |                                                       |
|                        | Union nationale bulgare - Nouvelle démocratie      | 67      | 0,09  | 0      | en stagnation |                                                       |
|                        | Unification nationale bulgare                      | 54      | 0,07  | 0      | en stagnation |                                                       |
|                        | Pravoto                                            | 43      | 0,06  | 0      | en stagnation |                                                       |
|                        | « Aucun de ces choix »                             | 3 061   | 4,10  | –      | –             | –                                                     |
|                        |                                                    |         |       |        |               |                                                       |
| Suffrages exprimés     | Suffrages exprimés                                 | 74 598  | 99,69 |        |               |                                                       |
| Votes nuls             | Votes nuls                                         | 229     | 0,31  |        |               |                                                       |
| Total                  | Total                                              | 74 827  | 100   | 8      | en stagnation | –                                                     |
| Abstentions            | Abstentions                                        | 130 986 | 63,64 |        |               |                                                       |
| Inscrits/Participation | Inscrits/Participation                             | 205 813 | 36,36 |        |               |                                                       |

### Élections législatives de 2023
| Partis                 | Partis                                                | Voix    | %     | Sièges | +/-           | Élus                                |
| ---------------------- | ----------------------------------------------------- | ------- | ----- | ------ | ------------- | ----------------------------------- |
|                        | Coalition GERB-SDS                                    | 18 660  | 24,72 | 2      | en stagnation | Kostadin Angelov et Dimitar Nikolov |
|                        | Nous continuons le changement - Bulgarie démocratique | 14 948  | 19,80 | 2      | 1             | Lyudmila Ilieva et Yordan Terziyski |
|                        | Renaissance                                           | 12 198  | 16,16 | 1      | en stagnation | Stanislav Stoyanov                  |
|                        | BSP pour la Bulgarie                                  | 9 053   | 12,00 | 1      | en stagnation | Valentina Dimova                    |
|                        | Mouvement des droits et des libertés                  | 7 322   | 9,70  | 1      | en stagnation | Jordan Tzonev                       |
|                        | Il y a un tel peuple                                  | 3 336   | 4,42  | 1      | 1             | Andrey Tchorbanov                   |
|                        | La Gauche !                                           | 2 150   | 2,85  | 0      | en stagnation |                                     |
|                        | Réveil bulgare                                        | 2 071   | 2,74  | 0      | en stagnation |                                     |
|                        | Bulgarie neutre                                       | 418     | 0,55  | 0      | en stagnation |                                     |
|                        | Parti populaire - La Vérité et seulement la vérité    | 245     | 0,32  | 0      | en stagnation |                                     |
|                        | Union conservatrice de la droite                      | 223     | 0,30  | 0      | en stagnation |                                     |
|                        | Ensemble                                              | 192     | 0,25  | 0      | en stagnation |                                     |
|                        | Mouvement national pour la stabilité et le progrès    | 178     | 0,24  | 0      | en stagnation |                                     |
|                        | Hors de l'UE et de l'OTAN                             | 174     | 0,23  | 0      | en stagnation |                                     |
|                        | Voix du peuple                                        | 167     | 0,22  | 0      | en stagnation |                                     |
|                        | Social-démocratie bulgare - EuroGauche                | 86      | 0,11  | 0      | en stagnation |                                     |
|                        | Unification nationale bulgare                         | 71      | 0,09  | 0      | en stagnation |                                     |
|                        | Morale, Initiative et Patriotisme                     | 63      | 0,08  | 0      | en stagnation |                                     |
|                        | Union nationale bulgare - Nouvelle démocratie         | 49      | 0,06  | 0      | en stagnation |                                     |
|                        | Union bulgare pour la démocratie directe              | 44      | 0,06  | 0      | en stagnation |                                     |
|                        | Parti socialiste - Voie bulgare                       | 16      | 0,02  | 0      | en stagnation |                                     |
|                        | « Aucun de ces choix »                                | 3 823   | 5,06  | –      | –             | –                                   |
|                        |                                                       |         |       |        |               |                                     |
| Suffrages exprimés     | Suffrages exprimés                                    | 75 487  | 98,33 |        |               |                                     |
| Votes nuls             | Votes nuls                                            | 1 283   | 1,67  |        |               |                                     |
| Total                  | Total                                                 | 76 770  | 100   | 8      | en stagnation | –                                   |
| Abstentions            | Abstentions                                           | 127 958 | 62,50 |        |               |                                     |
| Inscrits/Participation | Inscrits/Participation                                | 204 728 | 37,50 |        |               |                                     |